# Raimundo III de Rouergue
Raimundo III (también Ramón y a veces con el número de Raimundo II) (fallecido en 1008) fue el conde de Rouergue y Quercy desde 961 o 965 hasta su muerte. Raimundo logró una soberanía sobre los condados vecinos y con éxito se llamó a sí mismo marchio (o dux) o margrave de Septimania. Era el hijo y sucesor de Raimundo II.
A su muerte, era soberano de Albi y Nîmes y su hijo recibió 50.000 solidi o la mitad del pago total por el arzobispado de Narbona en 1016. A su muerte, su hijo Hugo recibió Rouergue, pero el margraviado pasó a Guillermo III de Tolosa.